# Río Tebicuarymí
El Río Tebicuarymí es un cauce hídrico sudamericano localizado en el centro de la región Oriental de Paraguay. Se le considera como el brazo norte del Río Tebicuary, del cual es afluente.  
Su nombre Tebicuarymí viene de dos vocablos guaraníes tebicuary + mí. Tebicuary es la forma en que los conquistadores españoles lograron pronunciar el término <<Teýikuéra>> que es como se autodenominaban las tribus Teyy antiguos habitantes de los actuales departamentos de Paraguarí y Misiones. El sufijo mí significa <<pequeño>>.
Nace en la Cordillera de Ybytyruzú cerca del lugar conocido como Paso Yobai y viaja en dirección sudoeste hasta desembocar en el río Tebicuary en un punto que representa una triple frontera entre los departamentos paraguayos de Paraguarí, Caazapá y Misiones.   
El río sirve como límite natural Norte entre Guairá y Caaguazú. Límite natural Este entre Guairá y Paraguarí. Límite natural Sudeste entre Guairá y Caazapá y límite natural Este entre Caazapá y Paraguarí.
En un estudio del Ministerio del Ambiente de Paraguay (MADES) se concluyó que las aguas del Tebicuarymí no son aptas tanto para el baño como para el consumo humano sin previo tratamiento. Los resultados de laboratorio superan los niveles establecidos de coliformes totales, nitrógeno amoniacal. fósforo total, nitrógeno total, hierro, manganeso y otros.